# Carausius juvenilis
Carausius juvenilis är en insektsart som beskrevs av Brunner von Wattenwyl 1907. Carausius juvenilis ingår i släktet Carausius och familjen Phasmatidae. Inga underarter finns listade.